# 정유찬
정유찬(鄭濡纂, 1978년 7월 11일 ~ )은 대한민국의 배우이다. MBC공채 30기탤런트로 데뷔하였다.

## 신상정보
- 신장       : 179cm
- 몸무게     : 75kg
- 혈액형     : B형
- 학력       : [배명고등학교] , [성균관대 신문방송학과]
- 취미       : 골프,수영,태권도
- 특이사항    : MBC공채30기, 금융사 입사

## 출연

### 드라마
- 2011년 SBS 《49일》 - 호텔 직원 역
- 2012년 SBS 《신사의 품격》 - 서이수의 맞선남 역